# Поптеляк
Поптеляк (рум. Popteleac) — село у повіті Селаж в Румунії. Входить до складу комуни Гирбоу.
Село розташоване на відстані 364 км на північний захід від Бухареста, 28 км на схід від Залеу, 42 км на північ від Клуж-Напоки.

## Населення
За даними перепису населення 2002 року у селі проживали 372 особи. Рідною мовою 371 особа (99,7%) назвала румунську.
Національний склад населення села:
| Національність | Кількість осіб | Відсоток |
| -------------- | -------------- | -------- |
| румуни         | 296            | 79,6%    |
| цигани         | 76             | 20,4%    |